# Naturaleza humana (Doctor Who)
Naturaleza humana (Human Nature) es el octavo episodio de la tercera temporada moderna de la serie británica de ciencia ficción Doctor Who, emitido originalmente el 26 de mayo de 2007. Se trata de la primera parte de una historia en dos episodios que concluye con La familia de sangre. La compilación de estos dos episodios fue nominada al premio Hugo 2008 a la mejor presentación dramática en forma corta.

## Argumento
El Doctor (David Tennant) y Martha (Freema Agyeman) corren hacia la TARDIS cuando un enemigo desconocido les dispara. El Doctor le dice a Martha que les persigue la Familia de Sangre, quienes buscan absorber la fuerza vital de Señor del Tiempo del Doctor para así poder ser inmortales. Le dice a Martha que debe transformarse en humano para escapar de su detección hasta que mueran (lo que ocurrirá en el plazo de un mes), y le da una lista de instrucciones que debe seguir. Utilizando un dispositivo llamado "arco camaleónico", se convierte en ser humano y transfiere su esencia y recuerdos de Señor del Tiempo a un reloj de bolsillo que Martha debe vigilar.
Aterrizan en la Tierra en el año 1913, y el Doctor adquiere la personalidad de John Smith, un profesor en un internado masculino, y Martha actúa como doncella en el colegio. John es callado y tímido, pero de vez en cuando en sus sueños se cuelan recuerdos de sus aventuras como el Doctor. Ha transcrito los sueños en un libro que ha titulado Diario de cosas imposibles. John guarda el reloj en su habitación, pero un filtro de percepción instalado a su alrededor evita que sienta curiosidad por él. John también se ha fijado en la enfermera de la escuela, la joven viuda Joan Redfern (Jessica Hynes), y comparte su diario con ella. Martha está preocupada porque el Doctor no le dio instrucciones sobre qué hacer si se enamoraba. También tiene que lidiar con su baja posición en la escuela, pero su resentimiento por el comportamiento de los escolares con ella queda atenuado por su conocimiento de que muchos de ellos morirán en la Primera Guerra Mundial que está a punto de llegar. Timothy Latimer (Thomas Brodie-Sangster), un joven estudiante del colegio con percepción extrasensorial, descubre el reloj y se lo queda.
La Familia de Sangre han seguido la pista del Doctor hasta la Tierra, y han aterrizado la nave en un bosque cercano con un escudo de invisibilidad. La Familia se hace con humanos a los que poseen, incluyendo a uno de los estudiantes. Cuando Timothy abre brevemente el reloj y descubre fragmentos de los recuerdos del Doctor, la Familia detecta su presencia en la escuela. Intentan sacarle información a Martha acerca de él. Cuando ella se da cuenta de que la Familia les ha encontrado e intenta buscar el reloj, no lo encuentra. Habla con John e intenta despertar su parte de Señor del Tiempo, pero en su lugar él se enfada y la despide. John le pide a la enfermera Redfern que le acompañe al baile del pueblo esa noche, y ella acepta. En el baile, Martha de nuevo intenta convencerle de que vuelva a ser el Doctor mostrándole elementos de su pasado, como su destornillador sónico. Teniendo ahora conciencia de que John Smith es el Doctor, la Familia interrumpe el baile y se enfrenta a él. En el cliffhanger, toman a Martha y Joan como rehenes y le dan a John a elegir entre volver a ser Señor del Tiempo o ver la muerte de sus acompañantes.

### Continuidad
En el "diario de cosas imposibles" de John Smith aparecen dibujos del interior de la TARDIS, el destornillador sónico, K-9, Rose Tyler, los autones, los androides robóticos, los Cybermen, los Daleks, Moxx de Balhoon y un miembro de la raza de los Slitheen, así como uno de los zombis con máscaras de gas de El niño vacío y El Doctor baila. También aparecen dibujos de las diez encarnaciones del Doctor (aunque en pantalla sólo aparecen de forma claramente visible el Primer, Quinto, Sexto, Séptimo y Octavo Doctor, siendo la primera vez que se mencionaba explícitamente al Octavo Doctor en la serie moderna (las encarnaciones anteriores se mencionaron la temporada anterior en Reunión escolar. También aparece una imagen del Noveno Doctor.
John Smith menciona que sus padres se llamaban Sydney y Verity, como parte de la historia personal que le creó la TARDIS. Esto es un guiño a Sydney Newman, el principal creador de Doctor Who, y Verity Lambert, su primera productora. Russell T Davies confirmó esto mismo en Doctor Who Confidential. Cuando Timothy abre brevemente el reloj, aparecen imágenes del Dalek solitario de Dalek, los Cybermen, los Ood, los Sycorax, el hombre lobo de Dientes y garras, la Racnoss y el profesor Lazarus mutado. También aparece un breve fragmento del Doctor usando el destornillador sónico en El día del Juicio Final, El ejército de fantasmas y Nueva Tierra. La voz del reloj menciona "Tú no estás solo", que es el último mensaje que le dio al Doctor el Rostro de Boe.
La habilidad de John Smith con la pelota de cricket es una reminiscencia del Quinto Doctor, que demostró esta habilidad en Black Orchid y Four to Doomsday. La enfermera Redfern remarca que "El Doctor tiene ojo para las chicas guapas" y "Una chica en cada chimenea". Esto es una referencia al personaje de Madame de Pompadour del episodio La chica en la chimenea. Cuando le preguntan que dónde exactamente está Gallifrey, el Doctor responde que debe estar en Irlanda, de la misma forma que se lo dijo Tegan Jovanka a sus captores es Arc of Infinity. También se asumió que Gallifrey estaba en Irlanda en The Hand of Fear y The Invisible Enemy.

### Comparaciones con la novela
Tanto Naturaleza humana como La familia de sangre están basados en la novela de Cornell, Human Nature, escrita como parte de la serie Virgin New Adventures. En la novela, el Séptimo Doctor busca experimentar qué se siente al ser humano, y usa un dispositivo de una familia de cambiantes de forma Aubertide para hacerlo, sin saber que los Aubertide quieren hacerse con su esencia de Señor del Tiempo que se guardaría en el dispositivo tras el proceso. EL Doctor deja a su entonces acompañante, Bernice Summerfield, posando como su nieta, con una lista similar de cosas que debe hacerle evitar, también omitiendo qué hacer si se enamorara.
Desde aquí, muchos de los personajes y la trama son similares. En particular tanto novela como episodios se desarrollan cerca de la Gran Guerra en un pueblecito inglés con un internado masculino. Joan Redford es el objeto de atracción de Smith en ambos trabajos, y Timothy (en la novela con el apellido Dean) es el estudiante que encuentra el objeto con la esencia de Señor del Tiempo (una pelota de cricket en la novela, un reloj de bolsillo en el episodio), y experimenta alguno de los manierismos de la personalidad de Señor del Tiempo. Smith escribe un libro que surgir de su personalidad de Señor del Tiempo; en la novela, es un libro infantil que toma elementos como "Gallifrey" o "TARDIS", mientras en el episodio es el "diario de cosas imposibles". Los Aubertide, como la Familia de Sangre, toman la forma de los lugareños, incluyendo una niña con un globo, aunque en la novela, el globo es una criatura viviente y mortal controlada por los Aubertide. Ambas tramas se resuelven con Smith sabiendo sobre el Doctor y viéndose obligados a reasumir su personalidad para acabar la amenaza al pueblo, y aunque el Doctor intenta intimar con Joan, ella le rechaza porque era la personalidad de Smith de la que ella se había enamorado.

## Producción
La novela Naturaleza humana fue la quinta novela original de Paul Cornell, todas las anteriores y las posteriores (un total de 38) también parte de la serie Virgin Publishing de Doctor Who. El argumento lo desarrolló junto a Kate Orman, y el libro tuvo un buen recibimiento en su publicación en 1995. Varios años más tarde, cuando regresó la serie, varios antiguos autores de la serie literaria trabajaron en algún episodio. Para la segunda historia televisada de Cornell, decidió adaptar su novela. Pero aunque muchas alabanzas al guion se dirigieron a Cornell, gran parte de la historia había sido reescrita por el productor ejecutivo Russell T Davies. Tanto este episodio como su secuela exploran los prejuicios, particularmente por raza, género y clase, particularmente en Martha. Tanto Redfern como los estudiantes se refieren negativamente a su raza y clase, mientras que Redfern, Smith y el director suelen regañarla por ser demasiado descarada y estar llena de consejos para ser una sirvienta.
A pesar de la posición de Julie Gardner como productora ejecutiva desde Rose, este episodio marca la primera vez desde la última historia de Verity Lambert en 1965, Mission to the Unknown, que una mujer, Susie Liggat, fue acreditada como productora de un episodio de Doctor Who. Sin embargo, no se trató del primer trabajo de Liggat relacionado con la franquicia: en 2006 produjo Invasion of the Bane, el primer episodio de The Sarah Jane Adventures. Así, sólo ella y John Nathan-Turner han producido episodios de dos programas diferentes del universo Doctor Who.
La autora de los dibujos del diario fue Kellyane Walker, incorporando texto del escritor Paul Cornell.
En la escena de las 23 instrucciones del Doctor, gran parte de las mismas se pasaron a toda velocidad en el episodio. En el DVD se incluyó como extra la escena completa a velocidad normal. En el lugar de las instrucciones que no se oyen, David Tennant rompe la cuarta pared y habla con humor sobre lo que le gustan The Housemartins y también balbucea palabras sin sentidos, antes de volver al personaje para la 23ª y última instrucción. Otra instrucción sobre no permitir que Smith coma peras aparece tanto en esa escena como en la novela Naturaleza humana.

## Recepción
Junto con La familia de sangre, Naturaleza humana fue nominada al premio Hugo 2008 a la mejor presentación dramática en forma corta. David Tennant ganó el Constellation Award al mejor actor en un episodio televisivo de ciencia ficción de 2007 por este trabajo.
El episodio también recibió críticas positivas de The Stage donde el crítico Mark Wright comentó que el episodio "es diferente a cualquier otra historia de Doctor Who que hayas visto nunca", y que "no había nada sin valor" en el episodio. Wright alabó considerablemente las interpretaciones de Agyeman y Tennant y concluyó diciendo que el episodio es "un drama merecedor de un BAFTA". Travis Fickett de IGN le dio a Naturaleza humana una nota de 9,1 sobre 10, escribiendo que "tiene una de las escrituras de más alto calibre que ha visto la serie". Particularmente alabó las interpretaciones de Stevenson y Sangster y el "ritmo más deliberado" del episodio. Aunque notó que la Familia con Baines en particular eran tétricos, pensó que los espantapájaros "pueden parecer un poco tontos" a los espectadores mayores.
En 2009, los lectores de Doctor Who Magazine votaron Naturaleza humana / La familia de sangre como la sexta mejor historia de Doctor Who de todos los tiempos. Matt Wales de IGN nombró la historia en dos partes el mejor episodio de la etapa de Tennant como el Doctor, describiéndola como "impresionantemente producida" y alabando la interpretación de Tennant. En 2008, The Daily Telegraph lo nombró el séptimo mejor episodio de Doctor Who de todos los tiempos.